# Can Muñoz
Can Muñoz est un édifice situé dans la commune de L'Armentera, en Catalogne (Espagne). Il est classé dans l'Inventaire du patrimoine architectural de Catalogne.

## Description
La maison comprend un rez-de-chaussée et deux étages. On peut voir la date de 1820 au-dessus de la porte, correspondant à l'époque de construction de la maison.